# Fran Kovča
Fran Kovča, slovenski pravnik, * 30. september 1879, Šentrupert, Braslovče, † 11. januar 1952, Šentrupert.
Po končanem študiju prava in opravljenem sodniškem izpitu je bil sodnik v Ilirski Bistrici od 1910 do 1921, ko so ga fašistične oblasti izgnale v Kraljevino Srbov, Hrvatov in Slovencev. Sodniško službo je nato opravljal v Murski Soboti, Mariboru, Celju in Ljubljani.
Kovča je ostal med ilirskobistriškimi planinci v lepem spominu, ker je bilo njegovo delovanje v domačem planinskem društvu izredno uspešno. Med bistriške planince se je vključil takoj po prihodu in prisluhnil njihovi želji, da bi pod Snežnikom postavili slovensko planinsko kočo. Tako so po njegovi zaslugi kljub mnogim oviram v Črnem dolu na višini okoli 1060 mnm postavili novo Vilharjevo kočo. Svečana otvoritev je bila 5. julija 1914. Med 1. svetovno vojno je avstrijska vojska v kočo naselila ruske vojne ujetnike. Po 2. svetovni vojni so kočo obnovili, vendar pa Kovča njene obnove ni dočakal. Leta 1972 so hvaležni Bistričani na koči vzidali spominsko ploščo z napisom »Kočo v Črnem dolu je postavilo PD Ilirska Bistrica v letu 1914 pod vodstvom zaslužnega dr. Frana Kovče.«